# Miloslav Kodl
Miloslav Kodl (12. srpna 1928 – 3. prosince 1985) byl československý basketbalista, účastník Olympijských her 1952. Je zařazen na čestné listině mistrů sportu.
V československé basketbalové lize hrál v letech 1949–1965 celkem 15 sezón a dosáhl 6 medailových umístění. Hrál za Sokol Žižkov (3. místo 1950), Spartu Praha (3× 2. místo 1950–51, 1951, 1961), za ATK / ÚDA Praha (mistr Československa 1954, vicemistr 1953), Slavoj Vyšehrad a Spartak Tesla Žižkov.
S týmem Sparty Praha se zúčastnil Poháru evropských mistrů 1961, probojovali se do čtvrtfinále.
Za reprezentační družstvo Československa hrál na Olympijských hrách 1952 v Helsinkách (10. místo). 

## Sportovní kariéra

### Hráč klubů
- 1949–1950 Sokol Žižkov – 3. místo (1950)
- 1950–1951 Sparta Praha – 2× vicemistr (1950–51, 1951)
- 1952–1954 ATK / ÚDA Praha – mistr Československa (1954), vicemistr (1953), 5. místo (1952)
- 1956–1960 Slavoj Vyšehrad – 7. místo (1959), 2× 8. místo (1957, 1958), 11. místo (1960)
- 1960–1965 Spartak Tesla Žižkov – 6. místo (1964), 2× 8. místo (1962, 1965), 9. místo (1963)
- Československá basketbalová liga celkem 15 sezón a 6 medailových umístění:
  - mistr Československa (1954), 4× vicemistr (1950–51, 1951, 1953, 1961), 3. místo (1950)

Evropské poháry klubů
- FIBA – Pohár evropských mistrů – Sparta Praha – ročník 1960–61, ve čtvrtfinále vyřazeni rozdílem 8 bodů ve skóre týmem Steaua Bukurešť, Rumunsko (60–50, 47–65)

### Československo
- Olympijské hry 1952 Helsinky (1 bod /2 zápasy) 10. místo z 23 národních týmů